# 长枪乌贼
长枪乌贼（学名：Loligo bleekeri）为枪乌贼科枪乌贼属的动物。分布于千岛群岛、日本群岛、马来群岛海域，包括黄海、南海等海域，生活环境为海水，常生活于浅海。该物种的模式产地在日本。